# Tarnopolska Rada Obwodowa

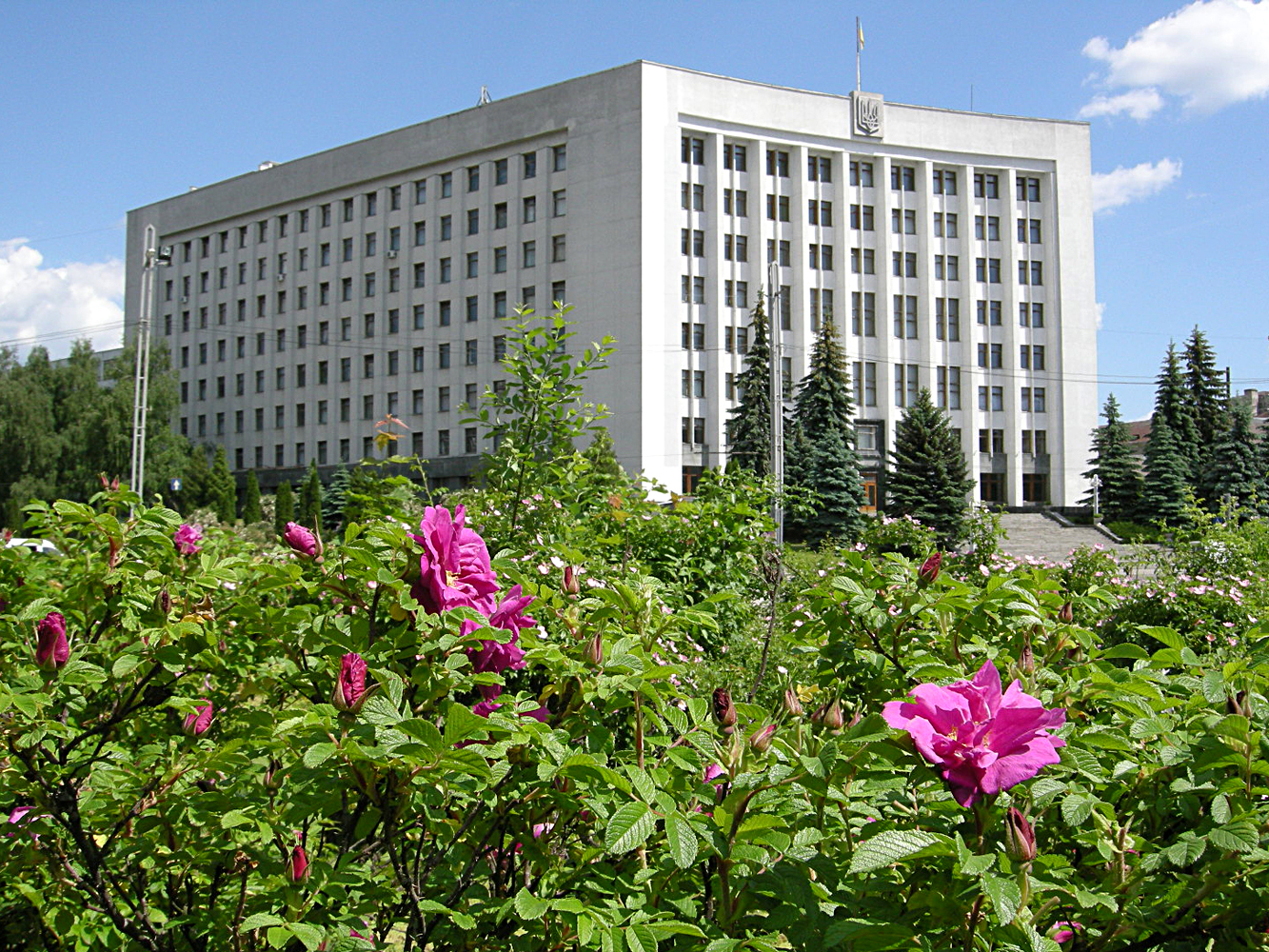
Budynek rady obwodowej

Tarnopolska Rada Obwodowa (ukr. Тернопільська обласна рада) – organ obwodowego samorządu terytorialnego w obwodzie tarnopolskim Ukrainy, reprezentujący interesy mniejszych samorządów – rad rejonowych, miejskich, osiedlowych i wiejskich, w ramach konstytucji Ukrainy oraz udzielonych przez rady upoważnień. Siedziba Rady znajduje się w Tarnopolu.
Liczy 120 radnych.
Tarnopolska Rada Obwodowa poświęciła rok 2011 dwóm nacjonalistycznym działaczom ukraińskim: Jewhenowi Konowalcowi (przewodniczącemu Organizacji Ukraińskich Nacjonalistów (OUN)) i Dmytro Klaczkiwskiemu ("Kłym Sawur").

## Przewodniczący Rady
- Wasyl Olijnyk (do 15 stycznia 1992)
- Bohdan Bojko (15 stycznia 1992 - czerwiec 1994)
- Borys Kosenko (26 czerwca 1994 - 26 listopada 1996)
- Iwan Bojczuk (26 listopada 1996 - kwiecień 1998)
- Wasyl Olijnyk (28 kwietnia 1998 - kwiecień 2002)
- Anatolij Żukinśkyj (3 maja 2002 - 20 kwietnia 2005)
- Wasyl Kraweć (20 kwietnia 2005 - 30 stycznia 2006)
- Anatolij Żukinśkyj (30 stycznia 2006 - 16 maja 2006)
- Mychajło Mykołenko (18 maja 2006 - marzec 2009)
- Ołeksij Kajda (od 26 marca 2009 do 23 listopada 2012)
- Wasyl Chomineć (od 31 października 2013)
- Wiktor Owczaruk (od 8 grudnia 2015)
- Mychajło Hołowko